# Андреевка (Нижнедевицкий район)
Андре́евка — село в Нижнедевицком районе Воронежской области.
Административный центр Андреевского сельского поселения.

## Население
| 2010 |
| ---- |
| 360  |

## Улицы
| - ул. Ворошилова, - ул. Дворовая, - ул. Зацепина, - ул. Колхозная, | - ул. Луговая, - ул. Молодёжная, - ул. Победы, - ул. Полевая, | - ул. Садовая, - ул. Свободы, - ул. Южная. |